# سنان باشا
سنان باشا (1520 – 3 أبريل 1596) رجل دولة وقائد عسكري عثماني من أصل ألباني. سمي حاكم على مصر سنة 1569. قاد سنة 1574 الحملة العثمانية على تونس التي شكلت نهاية الاحتلال الإسباني للبلاد وبداية الحقبة العثمانية بها. كما كان قائد حملة عسكرية كبيرة إلى اليمن لإخماد تمرد الإمام الزيدي المطهر بن يحيى شرف الدين عام 1571.